# Tübinger Beiträge zur Altertumswissenschaft
Die Tübinger Beiträge zur Altertumswissenschaft waren eine wissenschaftliche Reihe, die von 1927 bis 1977 im Stuttgarter Kohlhammer Verlag erschien. Sie wurden ursprünglich von Friedrich Focke herausgegeben, der selbst auch einige seiner Schriften in der Reihe veröffentlichte. Die meisten Hefte waren Dissertationen Tübinger Doktoranden. Insgesamt erschienen in der Reihe 47 Titel (davon 37 bis 1943), die teilweise nachgedruckt wurden.

## Liste der Hefte
| Nr. | Autor                   | Titel | Jahr | Bemerkungen                                               |
| --- | ----------------------- | --- | ---- | --------------------------------------------------------- |
| 1   | Friedrich Focke         | Herodot als Historiker | 1927 |                                                           |
| 2   | Max Bernhard            | Der Stil des Apuleius von Madaura: Ein Beitrag zur Stilistik des Spätlateins                                                             | 1927 | Dissertation (1927); Nachdruck Amsterdam 1965             |
| 3   | Gerhard Heintzeler      | Das Bild des Tyrannen bei Platon: Ein Beitrag zur Geschichte der griechischen Staatsethik                                                | 1927 | Dissertation                                              |
| 4   | Otto Weinreich          | Studien zu Martial: Literarhistorische und religionsgeschichtliche Untersuchungen                                                        | 1928 |                                                           |
| 5   | Friedrich Focke (Hrsg.) | Genethliakon Wilhelm Schmid zum siebzigsten Geburtstag am 24. Februar 1929                                                               | 1929 | Festschrift                                               |
| 6   | Thilde Wendel           | Die Gesprächsanrede im griechischen Epos und Drama der Blütezeit                                                                         | 1929 | Dissertation (1925)                                       |
| 7   | Ernst Benz              | Das Todesproblem in der stoischen Philosophie                                                                                            | 1929 | Dissertation (1929)                                       |
| 8   | Gerhard Herrlinger      | Totenklage um Tiere in der antiken Dichtung: Mit einem Anhang byzantinischer, mittellateinischer und neuhochdeutscher Tierepikedien      | 1930 |                                                           |
| 9   | Wilhelm Schmid          | Untersuchungen zum gefesselten Prometheus                                                                                                | 1929 |                                                           |
| 10  | Walter Nestle           | Die Struktur des Eingangs in der attischen Tragödie                                                                                      | 1930 |                                                           |
| 11  | Fritz Taeger            | Der Friede von 362/1: Ein Beitrag zur Geschichte der panhellenischen Bewegung im 4. Jahrhundert                                          | 1930 |                                                           |
| 12  | Julius Amann            | Die Zeusrede des Ailios Aristeides | 1931 | Dissertation 1925                                         |
| 13  | Ernst Sittig            | Das Alter der Anordnung unserer Kasus und der Ursprung ihrer Bezeichnung als „Fälle“                                                     | 1931 |                                                           |
| 14  | Franz Geiger            | Philon von Alexandreia als sozialer Denker                                                                                               | 1932 |                                                           |
| 15  | Gerhard Assfahl         | Vergleich und Metapher bei Quintilian | 1932 |                                                           |
| 16  | Hermann Gauger          | Optische und akustische Sinnesdaten in den Dichtungen des Vergil und Horaz                                                               | 1932 |                                                           |
| 17  | Oskar Hezel             | Catull und das griechische Epigramm | 1932 | Dissertation 1933                                         |
| 18  | Otto Weinreich          | Menekrates Zeus und Salmoneus: Religionsgeschichtliche Studien zur Psychopathologie des Gottmenschentums in Antike und Neuzeit           | 1933 |                                                           |
| 19  | Erich Haag              | Platons Kratylos: Versuch einer Interpretation                                                                                           | 1933 | Dissertation (1933)                                       |
| 20  | Wilhelm Breitenbach     | Untersuchungen zur Sprache der euripideischen Lyrik                                                                                      | 1934 | erweiterte Dissertation (1934)                            |
| 21  | Franz Sauter            | Der römische Kaiserkult bei Martial und Statius                                                                                          | 1934 | Dissertation (1934)                                       |
| 22  | Walter Stettner         | Die Seelenwanderung bei Griechen und Römern                                                                                              | 1934 | Dissertation (1933)                                       |
| 23  | Walter Nestle           | Menschliche Existenz und politische Erziehung in der Tragödie des Aischylos                                                              | 1934 |                                                           |
| 24  | Hans Widmann            | Beiträge zur Syntax Epikurs | 1935 | erweiterte Dissertation und Preisschrift (1930)           |
| 25  | Max Wundt               | Platons Parmenides | 1935 |                                                           |
| 26  | Fritz Göbel             | Formen und Formeln der epischen Dreiheit in der griechischen Dichtung                                                                    | 1935 | Dissertation (1933)                                       |
| 27  | Anton Höfler            | Der Sarapishymnus des Ailios Aristeides                                                                                                  | 1935 | Dissertation (1933)                                       |
| 28  | Hermann Kleinknecht     | Die Gebetsparodie in der Antike | 1937 | erweiterte Dissertation (1929); Nachdruck Hildesheim 1967 |
| 29  | Konrad Blersch          | Wesen und Entstehung des Sexus im Denken der Antike                                                                                      | 1937 |                                                           |
| 30  | Eugen Reiner            | Die rituelle Totenklage der Griechen | 1938 |                                                           |
| 31  | Franz Christ            | Die römische Weltherrschaft in der antiken Dichtung                                                                                      | 1938 | Dissertation (1935)                                       |
| 32  | Karl Hermann Schelkle   | Virgil in der Deutung Augustins | 1939 | Dissertation (1935)                                       |
| 33  | Robert Bader            | Der Alēthēs logos des Kelsos | 1940 | Dissertation (1936)                                       |
| 34  | Friedrich Focke         | Ritte und Reigen: Volkskundliches aus schwäbischer Gegenwart und nordischer Vergangenheit                                                | 1941 |                                                           |
| 35  | Gerhard Stübler         | Die Religiosität des Livius | 1941 | Dissertation (1937); Nachdruck Amsterdam 1964             |
| 36  | Erich Bayer             | Demetrios Phalereus, der Athener | 1942 | Dissertation (1939)                                       |
| 37  | Friedrich Focke         | Die Odyssee | 1943 |                                                           |
| 38  | Max Wundt               | Untersuchungen zur Metaphysik des Aristoteles                                                                                            | 1953 |                                                           |
| 39  | Franz Georg Maier       | Augustin und das antike Rom | 1955 |                                                           |
| 40  | Konrad Gaiser           | Protreptik und Paränese bei Platon: Untersuchungen zur Form des platonischen Dialogs                                                     | 1959 | Dissertation (1955)                                       |
| 41  | Ilse von Loewenclau     | Der platonische Menexenos | 1961 | Dissertation (1949)                                       |
| 42  | Thomas Meyer            | Platons Apologie | 1962 |                                                           |
| 43  | Hans Klees              | Die Eigenart des griechischen Glaubens an Orakel und Seher: Ein Vergleich zwischen griechischer und nichtgriechischer Mantik bei Herodot | 1965 | erweiterte Dissertation (1958)                            |
| 44  | Karl-Heinrich Lütcke    | „Auctoritas“ bei Augustin: Mit einer Einleitung zur römischen Vorgeschichte des Begriffs                                                 | 1968 | Dissertation (1966)                                       |
| 45  | Rose Unterberger        | Der gefesselte Prometheus des Aischylos: Eine Interpretation                                                                             | 1968 | Dissertation (1968)                                       |
| 46  | Heiko Jürgens           | Pompa diaboli: Die lateinischen Kirchenväter und das antike Theater                                                                      | 1972 | Dissertation (1969/70)                                    |
| 47  | Michael Mader           | Das Problem des Lachens und der Komödie bei Platon                                                                                       | 1977 | Dissertation (1973)                                       |